# Jacques-Marie-Louis Monsabré

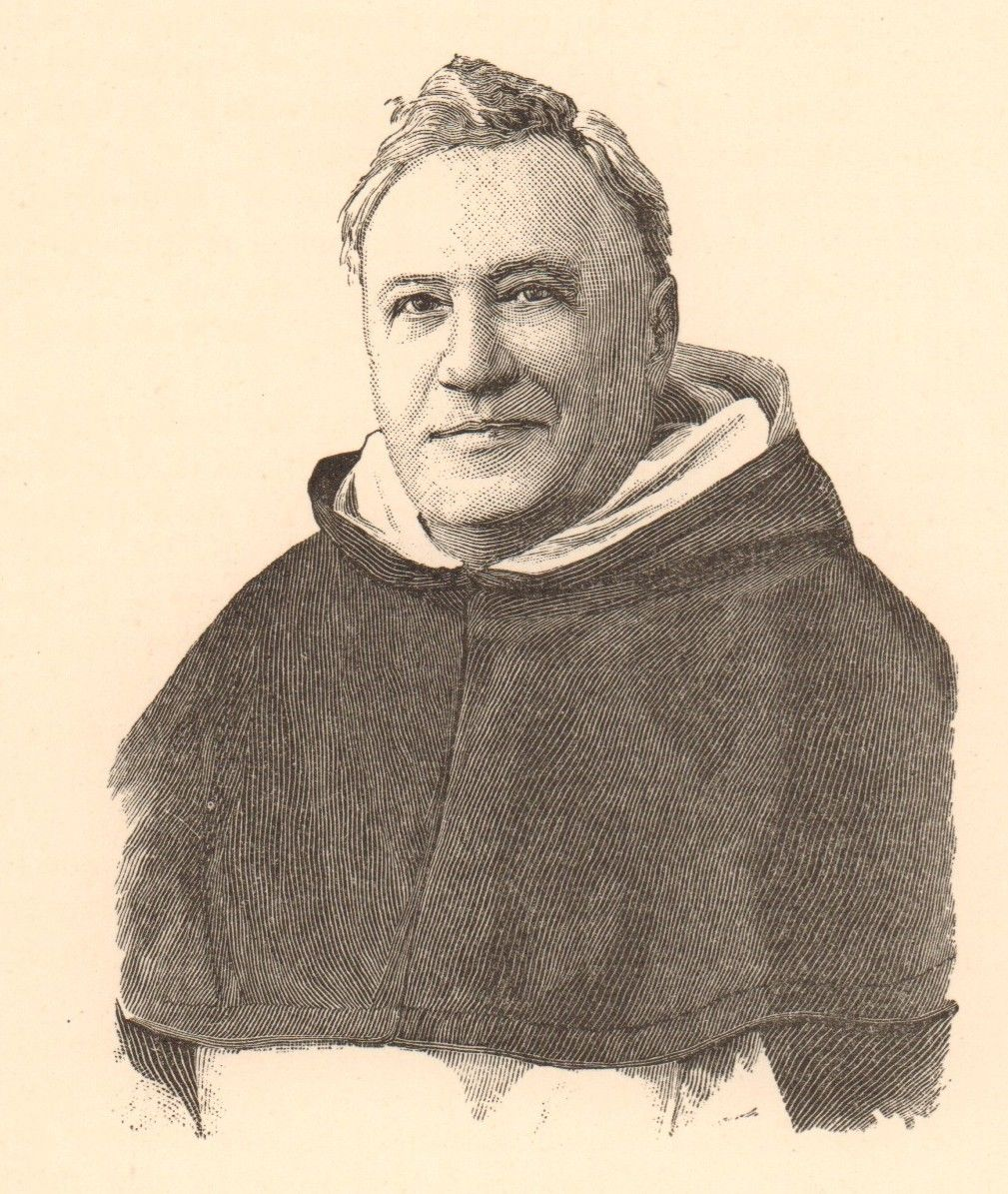
Jacques-Marie-Louis Monsabré

Jacques-Marie-Louis Monsabré (nascido em Blois, França, 10 de dezembro de 1827; falecido em Le Havre, 21 de fevereiro de 1907) foi um dominicano francês, um célebre orador de púlpito.

## Vida
Monsabré foi ordenado sacerdote secular em 15 de junho de 1851, mas logo sentiu que tinha uma vocação religiosa. No dia 31 de julho de 1851, festa de Santo Inácio, celebrou a primeira missa e pensou seriamente em ingressar na Companhia de Jesus. Quatro dias depois, porém, na festa de São Domingos, ele decidiu tornar-se dominicano e imediatamente escreveu uma carta de candidatura a Jean-Baptiste Henri Lacordaire.
Ele teve que esperar quatro anos para ser liberado da diocese, pois o bispo havia recebido autorização da Santa Sé para reter durante esse tempo a permissão para padres recém-ordenados ingressarem em uma ordem religiosa. Em maio de 1855 recebeu os dimissórios, entrou no noviciado de Flavigny, recebeu o hábito no dia trinta e um do mesmo mês e um ano depois fez a profissão simples. Poucos dias depois foi enviado para a casa de estudos de Chalais, onde passou um ano em solidão e oração.
No inverno foi designado para pregar os sermões da Quaresma na igreja de St. Nizier, em Lyon, onde deu a primeira indicação de sua eloquência. Depois de pregar os sermões da Quaresma em Lyon, Monsabré foi designado para o convento de São Tomás, em Paris, onde começou a dar conferências.
Depois de interromper este ministério por vários anos, ele o retomou. No Advento de 1867 deu conferências na igreja do convento. Ele pregou então por vários anos nas principais cidades da França, Bélgica e Londres, conduzindo retiros, novenas e tríduos. Sua reputação, no entanto, foi realmente conquistada pela série de sermões do Advento que ele pregou na Catedral de Notre Dame, Paris, em 1869, como sucessor de Hyacinthe Loyson. O sucesso destas conferências trouxe o convite para pregar os sermões da Quaresma em Notre Dame em 1870, sucedendo a Célestin Joseph Félix da Companhia de Jesus.
Durante o cerco de Paris pelas tropas prussianas, as conferências em Notre Dame foram interrompidas. Na capitulação de Metz, Monsabré pregou de um dos seus púlpitos. Entretanto, o arcebispo de Paris, Georges Darboy, tinha sido vítima da Comuna e foi sucedido por Joseph-Hippolyte Guibert, que não perdeu tempo em convidar Monsabré para ocupar o púlpito da sua catedral. A partir dessa época, Monsabré pregou na Catedral de Notre Dame durante vinte anos. Ele concebeu e executou o gigantesco plano de expor todo o sistema da teologia dogmática católica.
A forma clássica e elegante dos discursos de Monsabré atraiu a classe culta da França. "O seu intenso amor pelas almas e o zelo apostólico faziam com que os seus discursos pulsassem de vida, e a sua mente clara e profundamente teológica permitiu-lhe lançar luz até sobre os princípios mais abstrusos da fé, enquanto os seus apelos sinceros e apaixonados a todos os impulsos mais nobres da fé, homem sempre encontrou uma resposta entusiástica."
Em 1890 ele pregou os sermões do Advento em Roma. Em 1891 deu o mesmo curso em Toulouse. Com a morte de Charles-Émile Freppel, bispo de Angers, foi convidado para ocupar a vaga na Câmara dos Deputados, mas recusou.
Em 1871 foi enviado ao Capítulo Geral de Gante para representar a sua província e em 1898 ao de Ávila como Definidor. A sua pregação encerrou-se com o discurso proferido em Reims por ocasião do décimo quarto centenário do batismo de Clóvis, Rei dos Francos.
A partir de 1903 ele viveu aposentado. Nesse ano o convento dominicano em que vivia foi confiscado pelo governo, e ele foi obrigado a refugiar-se numa modesta casa, onde faleceu.

## Obras
As obras publicadas de Monsabré consistem em quarenta e oito volumes, a L'exposition du Dogme Catholique sendo conhecido por sua eloqüência e exposição popular do dogma católico.